# 基利安·波塔尔
基利安·波塔尔（法語：Kylian Portal；2006年11月28日—）是法国残疾人游泳运动员。其曾参加2024年夏季残疾人奥林匹克运动会，于400米自由泳S13级比赛获得铜牌，仅次于自己的长兄亚历克斯·波塔尔。

## 生平
基利安·波塔尔2006年11月28日生于勒谢奈。与其兄亚历克斯一样，他亦患有先天性眼白化病，此外还患有眼球震颤与恐光症。受其兄影响，他年少时便开始练习游泳。他七八岁时以“西部游泳圈”（Cercle des nageurs de l'ouest）成员名义参加游泳比赛，最初亦参加健全人赛事。
基利安2019年开始参加残疾人游泳比赛，残疾等级S13。基利安在2022年欧洲青年锦标赛初出茅庐，获得二金（100米自由泳及蝶泳）二银（400米自由泳和200米混合泳）。同年，两兄弟共赴世锦赛，基利安在400米自由泳屈居殿军，在200米混合泳名落第九。2023年世锦赛，他获得400米自由泳铜牌。
基利安·波塔尔曾就读于圣奥古斯丁高中（Saint-Augustin high school），提前一年取得法国业士文凭。2023年入读列奥纳多达芬奇管理学院商学院。
12月，波塔尔兄弟获得圣日耳曼昂莱颁发的5000欧元奖学金。2024年，城市入口设下路标以纪念两人成就。两人双双参加巴黎残奥会，其中基利安在400米自由泳比赛排名第三，仅次于自己的长兄。